# St. Marien (Berlin-Karlshorst)
| Pfarrkirche St. Marien | Pfarrkirche St. Marien                 |
| ---------------------- | -------------------------------------- |
|                        |                                        |
| Adresse                | Berlin-Karlshorst, Gundelfinger Straße |
| Konfession             | römisch-katholisch                     |
| Gemeinde               | Pfarrgemeinde Berlin                   |
| Aktuelle Nutzung       | Pfarrkirche                            |
| Gebäude                |                                        |
| Baujahr(e)             | 1935–1937                              |
| Stil                   | Neoromanik                             |

Die katholische Kirche St. Marien (Unbefleckte Empfängnis) ist ein denkmalgeschützter Kirchenbau in neoromanischen Formen aus den Jahren 1935–1937. Sie diente nach 1945 vorübergehend als Depot der Sowjetarmee und wird seit 1949 wieder als Gotteshaus genutzt. Die Marienkirche befindet sich in der Gundelfinger Straße 36 im Berliner Ortsteil Karlshorst des Bezirks Lichtenberg.

## Baugeschichte

### 1900–1935
Am Ende des 19. Jahrhunderts wuchs die Bevölkerung in den damaligen Randdörfern von Berlin schnell an. Damit zogen auch immer mehr Christen in das Dorf Friedrichsfelde mit seinem Vorwerk (beziehungsweise der Colonie) Karlshorst. So musste – unter der Zuständigkeit der Kuratie von St. Mauritius aus dem Ortsteil Friedrichsberg von Berlin-Lichtenberg – ein geregelter Gottesdienst organisiert werden. In Friedrichsfelde gab es bereits katholische Gottesdienste in einer Knabenschule und ab 1906 auch die Kirche Zum Guten Hirten sowie die alte evangelische Dorfkirche, die Karlshorster gingen also entweder nach Friedrichsfelde oder sie nutzten ab 1897 den vom Verein für Hindernisrennen in Karlshorst bereitgestellten Kaiserpavillon in der Wandlitzstraße für ihre katholischen Gottesdienste (im Wechsel mit den evangelischen Christen der späteren Gemeinde Zur frohen Botschaft).

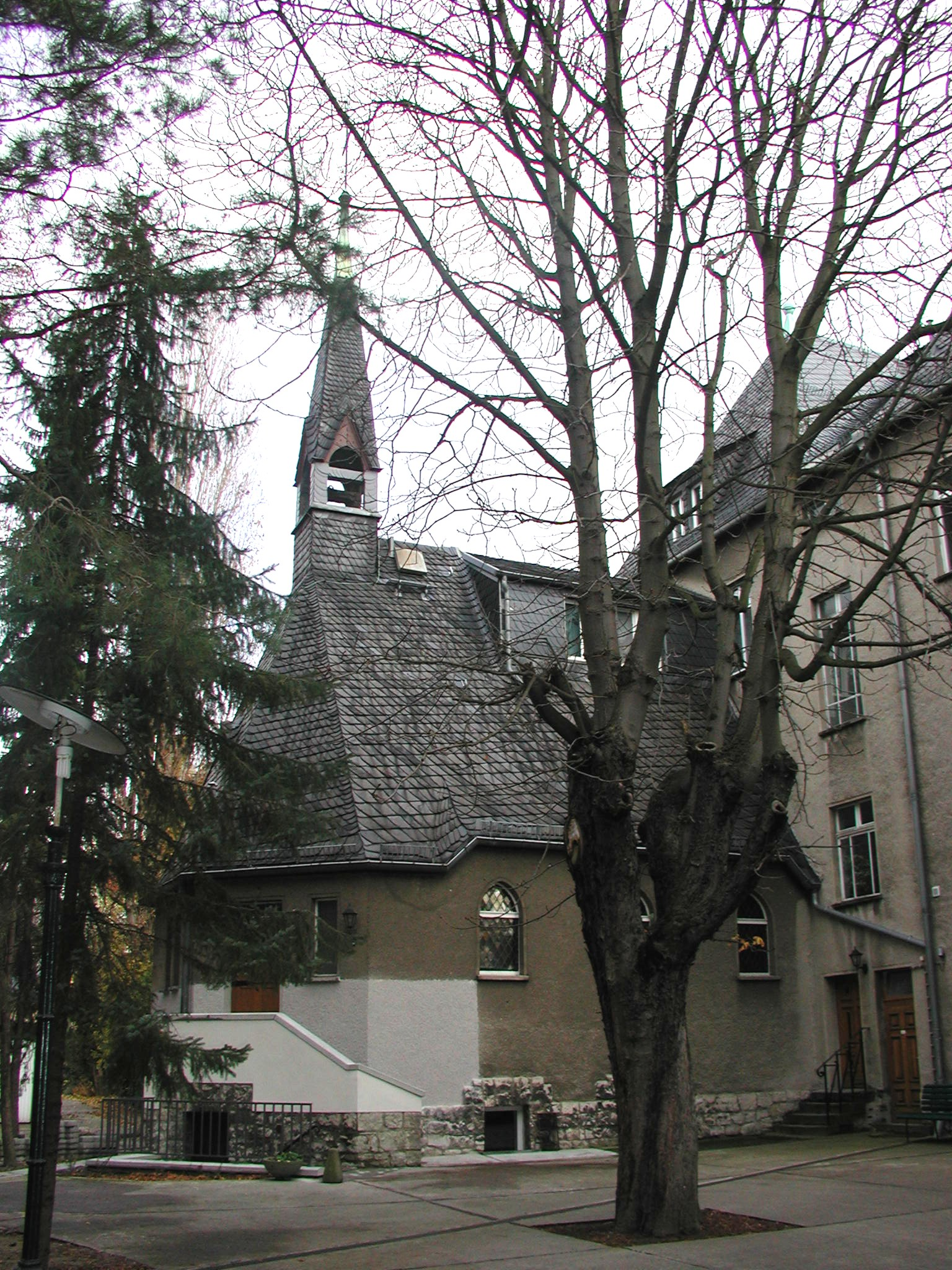
Kapelle am Pfarrhaus

Bis 1909 hatte die katholische Gemeinde auf dem zuvor für 30.000 Mark (kaufkraftbereinigt in heutiger Währung: rund 214.000 Euro) gekauften Areal Gundelfinger Straße nach den Plänen des Berliner Architekten August Kaufhold ein viergeschossiges Pfarrhaus bauen lassen, an das hofseitig eine kleine Kapelle für Gottesdienste angebaut wurde. Nachdem die evangelische Kirchengemeinde Karlshorst 1910 ein eigenes Gotteshaus beziehen konnte und 1922 eine Teilung der bisherigen katholischen Gemeinde Zum Guten Hirten vollzogen wurde, gründete sich die selbstständige katholische Pfarrgemeinde St. Marien in Karlshorst.

### 1935 bis zum Ende des Zweiten Weltkriegs

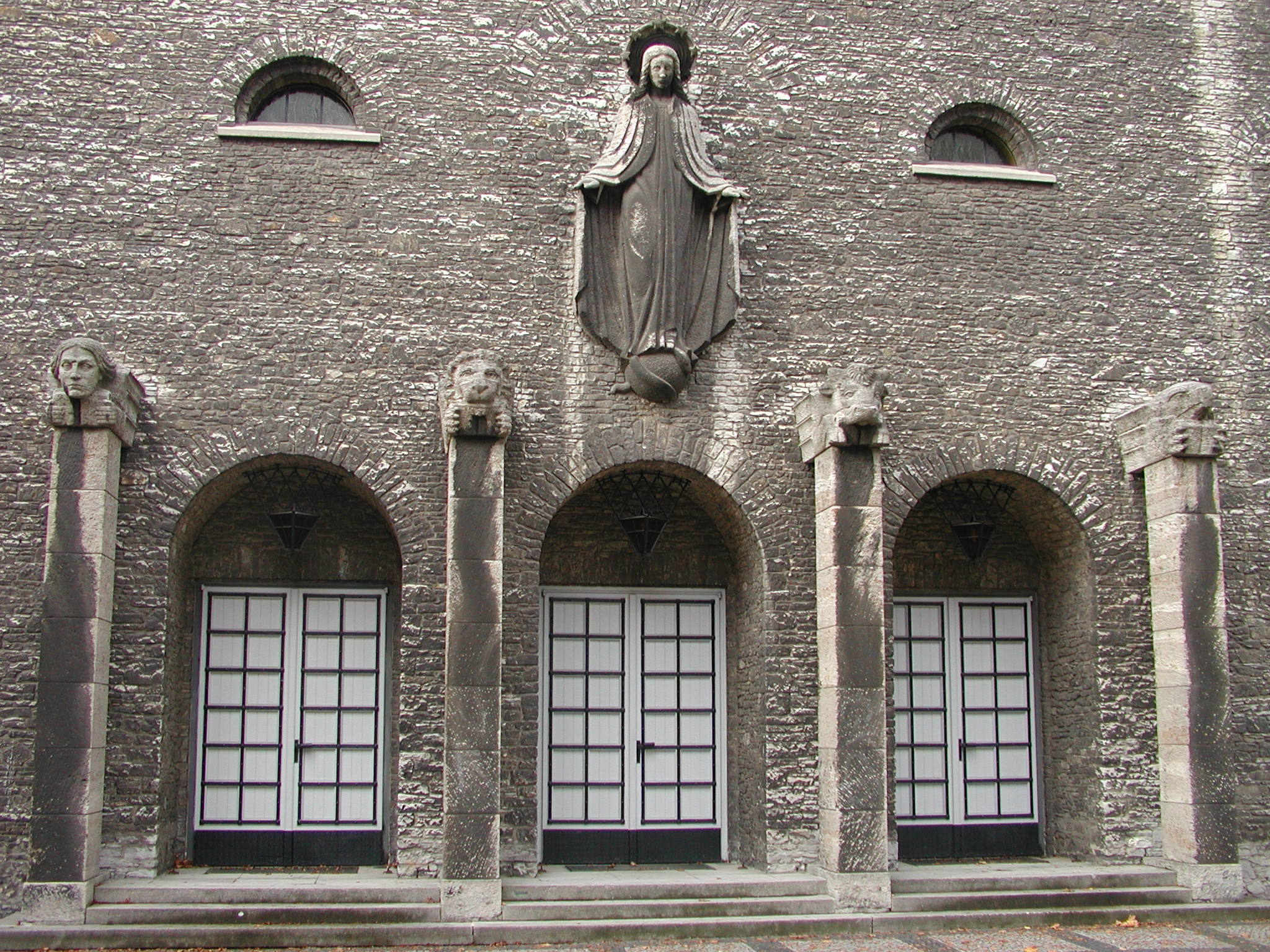
Eingangsportal mit der Marienfigur

Ein 1925 neu ins Leben gerufener Kirchbauverein sammelte mehr als zehn Jahre lang Spenden und gab die Planung eines eigenen Kirchengebäudes neben dem Pfarrhaus in Auftrag. Nach Entwürfen des Leipziger Architekten Clemens Lohmer erfolgte am 27. Oktober 1935 die Grundsteinlegung zu einem Neubau in neoromanischem Stil, dessen Ziegelsteine grau verputzt wurden und der an der Hauptfassade und am Turm eine Verkleidung aus weiß-grauen Rüdersdorfer Kalksteinen erhielt. Bis zur Fertigstellung des Bauwerkes am 6. Dezember 1936 wurden durch die Gießerei Petit & Gebr. Edelbrock in Gescher vier Bronzeglocken mit einem besonders reinen Klang hergestellt, die am 2. August 1936 geweiht wurden.
Das Gebäude besteht aus zwei Baukörpern, der eine ist das schlichte Kirchenschiff in Form einer mittelalterlichen Basilika mit einem vorgelagerten Querhaus (mit einer hölzernen Flachdecke sowie niedrigen Seitenschiffen im Inneren), der andere ist ein nach italienischem Vorbild gebauter 40 Meter hoher rechteckiger Campanile.
Über dem mittleren Portal des Haupteingangs begrüßt eine Marienfigur die Gläubigen und Besucher der Kirche. Über den rechteckigen Pfeilern neben drei rundbogigen Portalen stehen die vier Evangelistensymbole; alle Figuren sind von dem Berliner Bildhauer Josef Dorls aus Muschelkalkstein angefertigt worden.
Der erste Gottesdienst in der neuen Kirche fand am 6. Dezember 1936 statt, die kirchliche Weihe erfolgte am 27. Juni 1937 durch Bischof Konrad Graf von Preysing. Eine erste Orgel wurde angeschafft, jedoch bis zum Ausbruch des Zweiten Weltkriegs 1939 nicht aufgestellt.

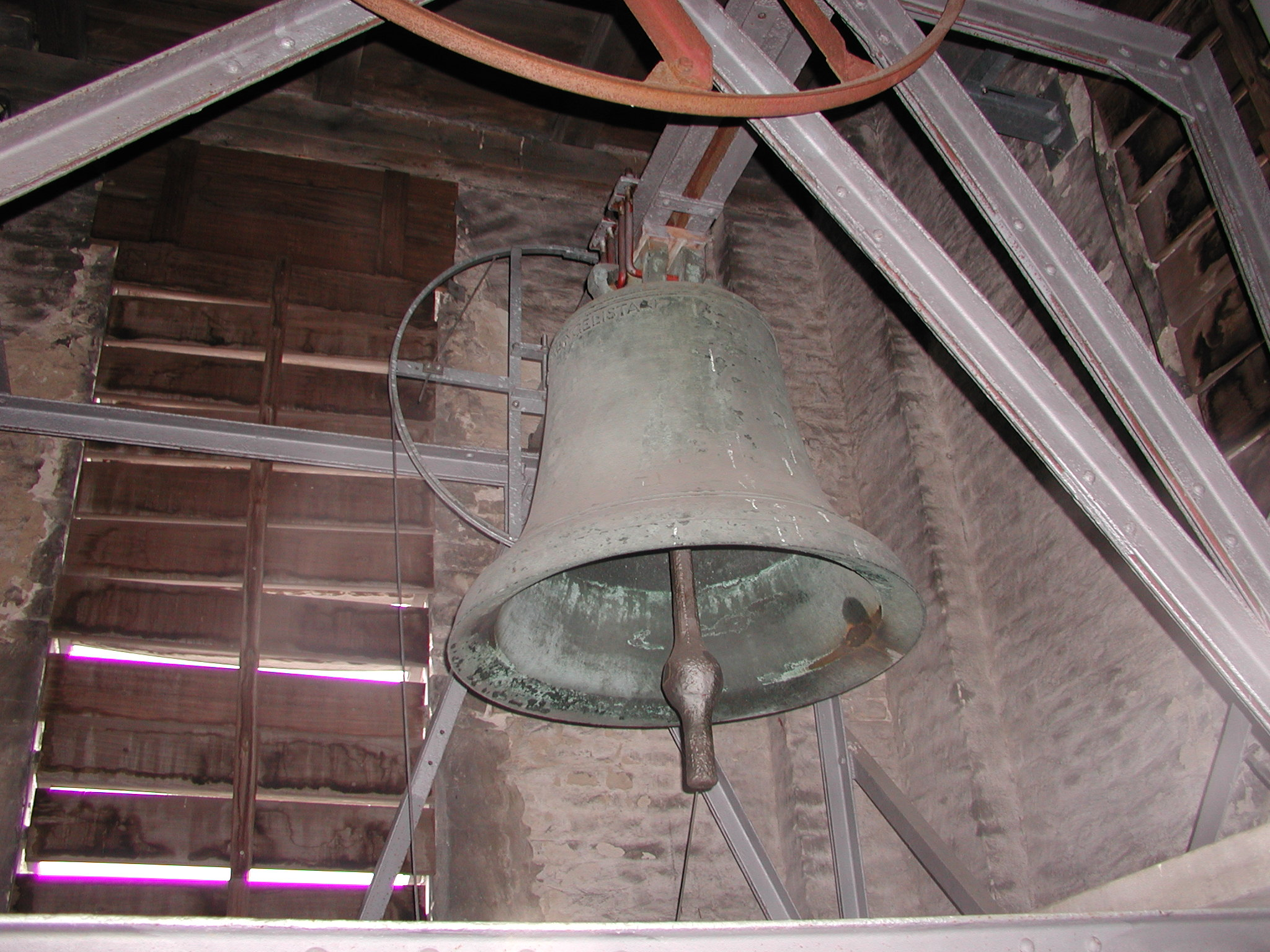
Kleine Glocke von St. Marien

Im Jahr 1941 wurden drei der vier Glocken zur Herstellung von Kriegsgerät eingeschmolzen.
Kurz vor dem Kriegsende boten die Kirche und vor allem das Pfarrhaus Einheimischen und Flüchtlingen einigen Schutz vor Verfolgung und vor den Kampfhandlungen. Bei einem alliierten Luftangriff im Januar 1944 wurden die früheren bunten Altarfenster des Künstlers Egbert Lammers mit einer Kreuzigungsdarstellung zerstört.
Als der Zweite Weltkrieg beendet war, hatte die Siegermacht Sowjetunion große Teile von Karlshorst besetzt, die Einwohner vertrieben und richtete ihre Militäradministration in diesem Ortsteil ein. Die St.-Marienkirche wurde entweiht und von den Militärs überwiegend als Möbellager, als Viehstall und als Kohlenbunker genutzt. Wertvolle Kleinodien wie die Monstranz, der Abendmahlskelch und viele Orgelpfeifen verschwanden. Das Pfarrhaus war Bürogebäude für die SMAD, die Kapelle Offizierskasino und Kino, im Keller wurden Gefängnisräume eingerichtet.

### Neubeginn ab 1949
Weihnachten 1949 erhielt die Kirchengemeinde das Gotteshaus und das Pfarrhaus zurück, unter der Leitung des Architekten Paul Zeh wurden nun beide Gebäude instand gesetzt. Im Pfarrhaus konnte am 8. August 1950 wieder ein Gottesdienst abgehalten werden. Aber erst nach zweieinhalb Jahren war die Renovierung der Kirche abgeschlossen, was am 23. März 1952 mit einem Weih-Gottesdienst begangen wurde.

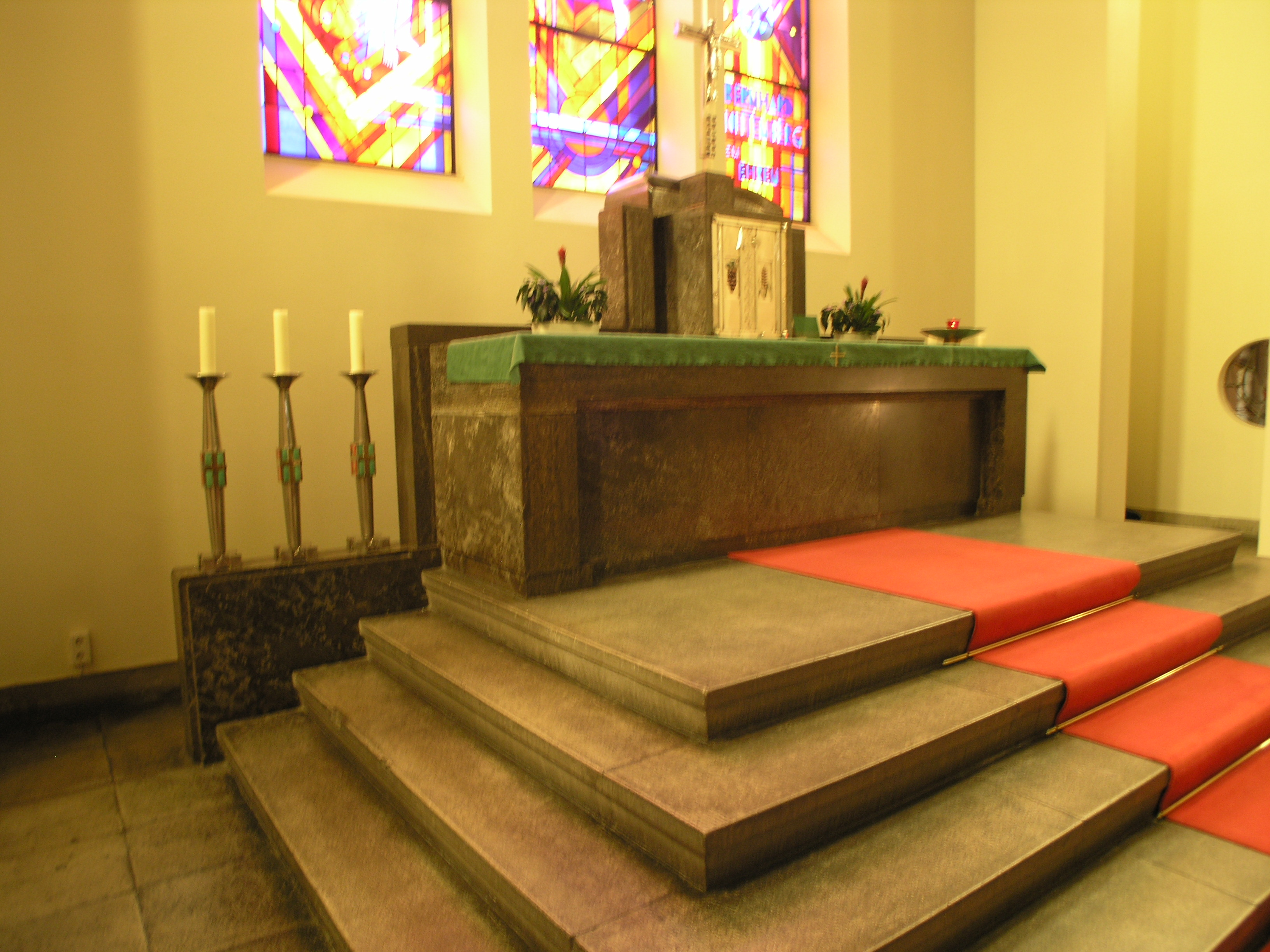
Restaurierter Hochaltar

Der Hochaltar und das silberne Altarkreuz waren vorhanden und konnten restauriert werden, aber Raumschmuck, Kirchengestühl und viele Orgelteile waren größtenteils verschwunden, wurden also für die Wiedereinrichtung gestiftet, angekauft oder neu angefertigt.

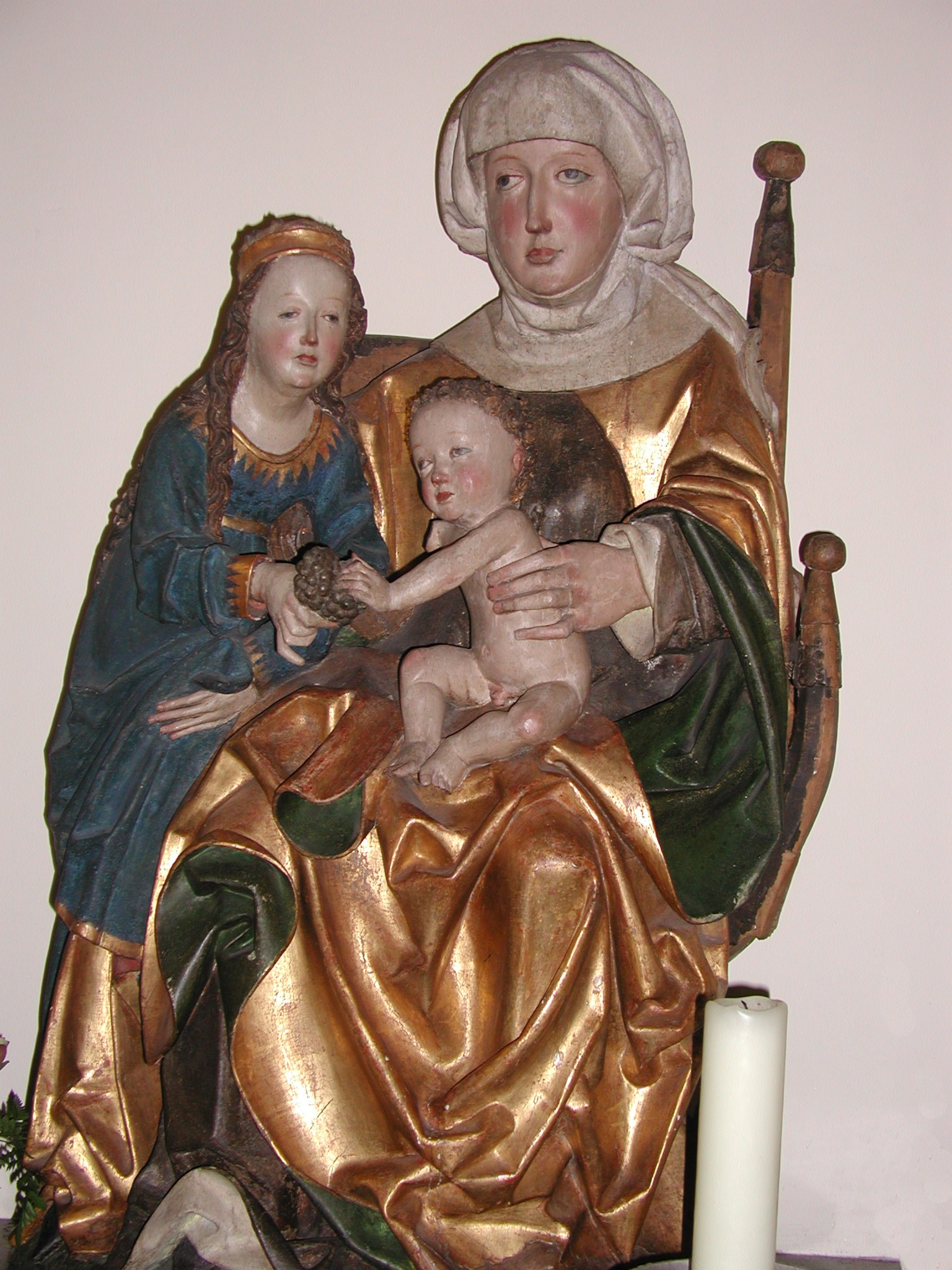
Anna selbdritt

Aus anderen älteren Kirchen haben in der Kirche Platz gefunden: eine Holzschnitzarbeit Anna selbdritt (um 1500 entstanden) sowie eine weibliche Heilige (Muttergottes) vom Ende des 15. Jahrhunderts, ebenfalls eine Schnitzfigur (Schnitzer und frühere Standorte unbekannt).
Besonders wertvoll ist eine Figurengruppe aus weißem Carrara-Marmor (Noli me tangere), die ihren ursprünglichen Platz auf dem Hochaltar in der Sankt-Hedwigs-Kathedrale in Berlin-Mitte hatte, nach 1945 in die Kapelle der Hedwigsgemeinde auf den Friedhof in Hohenschönhausen verbracht wurde und seit 1985 nun hier in der Kirche in einer kleinen Seitenkapelle steht. Es handelt sich um ein Werk des italienischen Bildhauers Giovanni Marchiori aus dem Jahre 1750, das ein Treffen des auferstandenen Jesus mit Maria darstellt.
Die frühere Gemäldeserie von Egbert Lammers, die Stationen des Kreuzweges illustrierend, und eine kleine neu gebaute Orgel der Firma Schuke auf der Empore vervollständigen die Ausgestaltung.
Das Pfarrhaus wurde 1970 weitgehend modernisiert, es erhielt eine Zentralheizung, Dach und Dachrinnen wurden erneuert, die Fassade frisch verputzt. Der Garten hinter der Kapelle wurde parkähnlich umgestaltet.
Eine umfangreiche Erneuerung des Kirchengebäudes erfolgte 1983, dabei erhielt der Turm ein neues Dach, und ein goldenes Kreuz und der Innenraum wurde aufgefrischt.

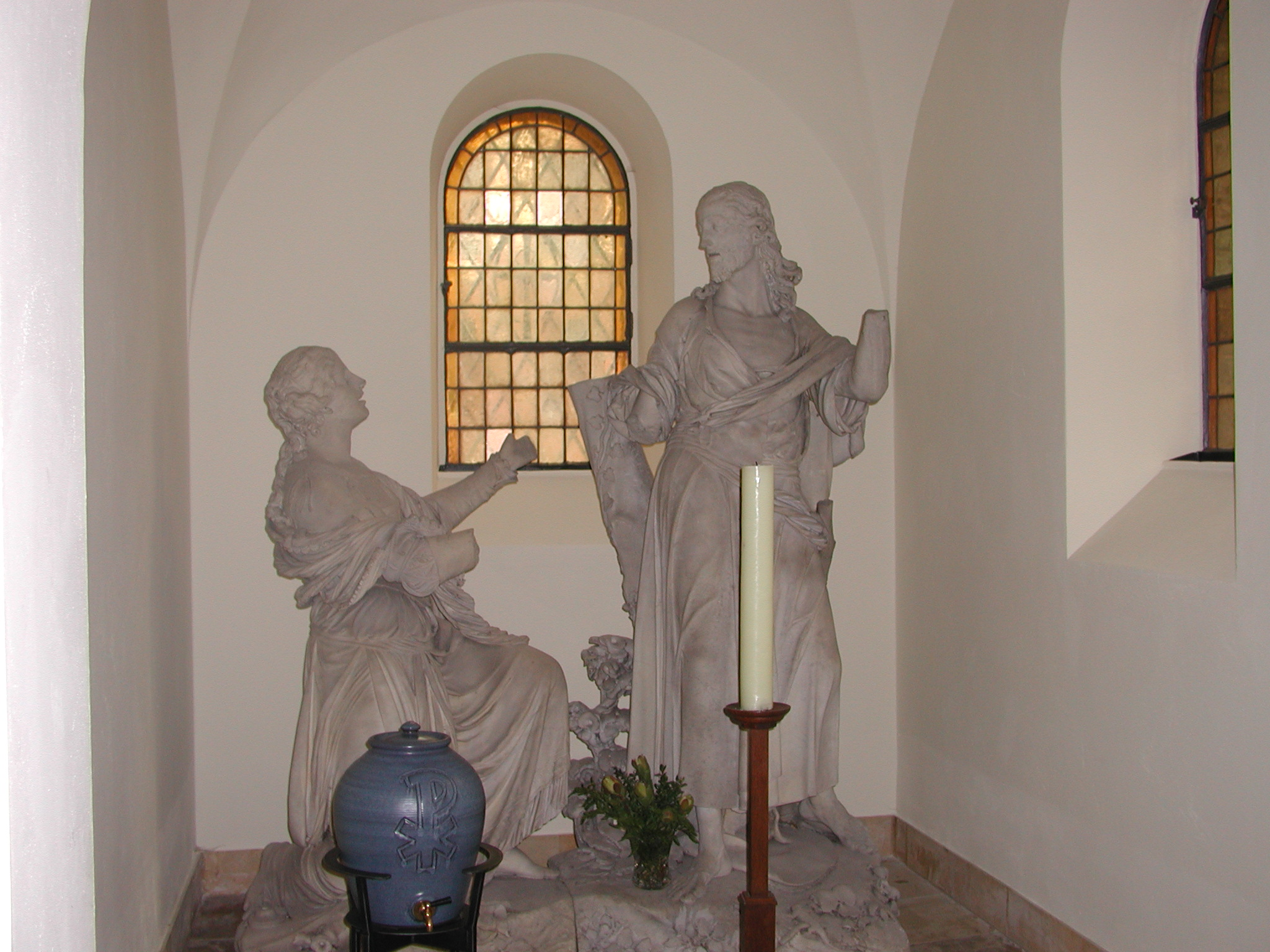
Maria und Jesus

Nach dem Mauerfall und den damit verbundenen politisch-organisatorischen Änderungen erfolgten im Jahr 1998 zunächst im Pfarrhaus wieder umfangreiche Renovierungsarbeiten, auch die Kirche wurde weiter ausgeschmückt: Paul Brandenburg fertigte eine Kerzenbank für den Altarraum, einen Oster-Leuchter und eine Kredenz aus Aluminiumguss.

## Ausstattung

### Altar und Chorraum

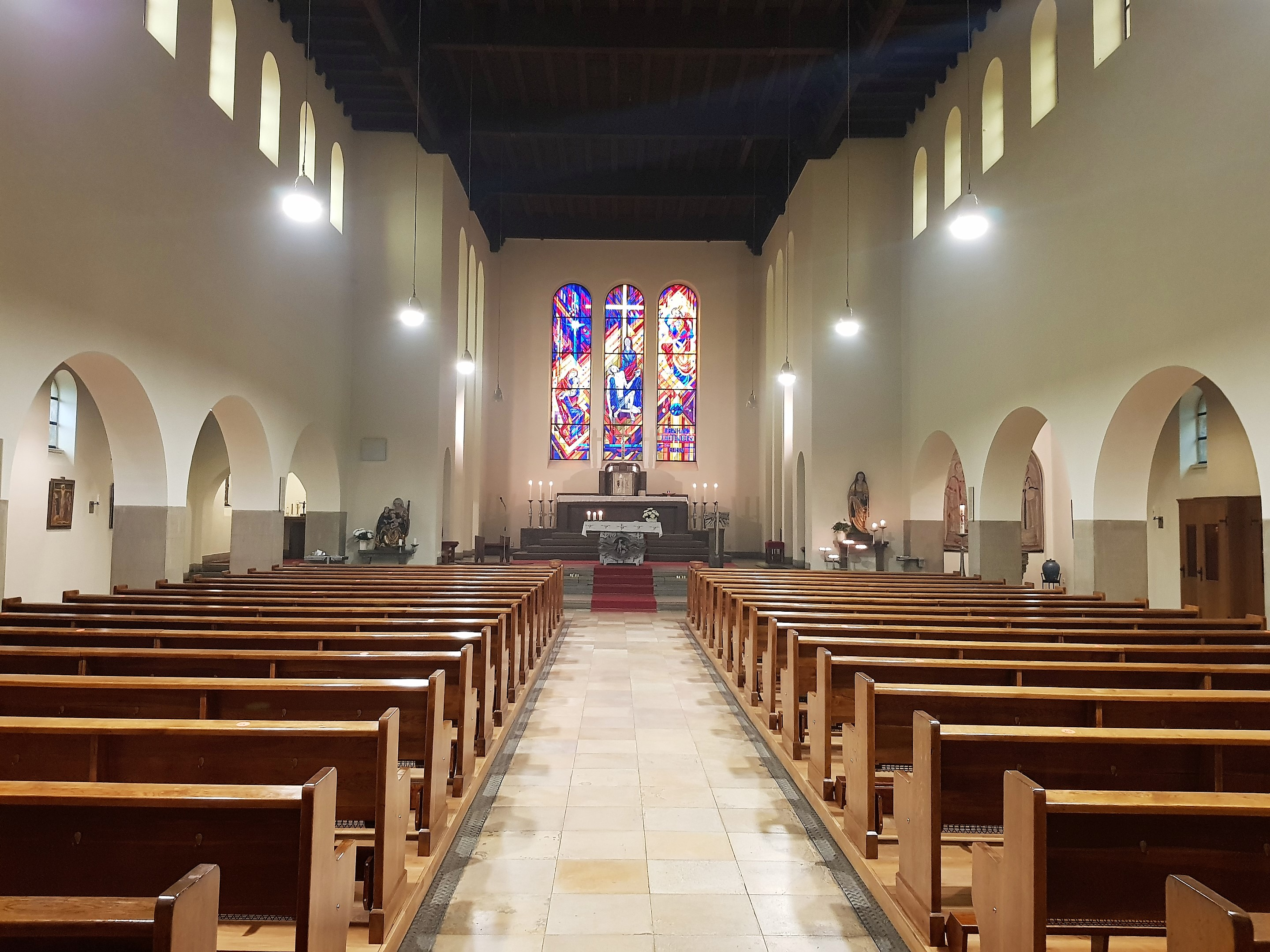
Innenraum (2016)

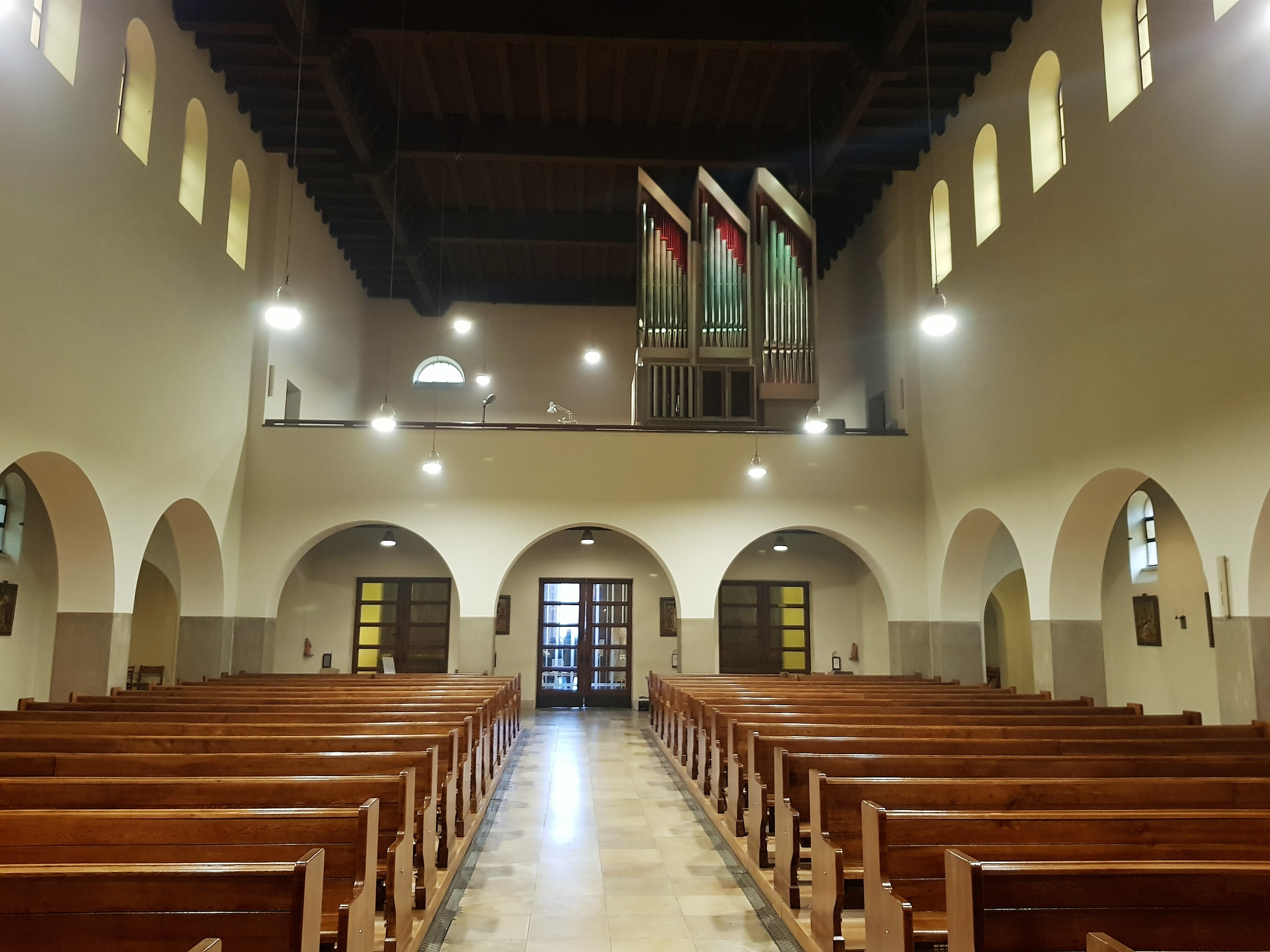
Innenraum, Blick zur Orgel

In den 1980er Jahren fertigte der Berliner Künstler Paul Brandenburg einen Altartisch nebst Ambo aus Aluminiumguss. Das Auftragswerk weihte Joachim Kardinal Meisner 1985 ein.
In Rot-, Gelb- und Blautönen leuchtet das dreiteilige Altarfenster, das im Jahr 1993 in Vorbereitung der Seligsprechung von Bernhard Lichtenberg eingebaut wurde. Die Darstellung basiert auf Entwürfen der Berliner Künstlerin Helga Lignau-Sachs.

## Orgel
Am 19. November 2016 weihte der Berliner Weihbischof Wolfgang Weider eine neue Orgel, die 1972 von der Orgelbauwerkstatt Gebrüder Stockmann aus Werl für die Kirche Heilig Kreuz in Gelsenkirchen-Ückendorf gebaut worden war. Diese Kirche wurde 2007 geschlossen und die Orgel stillgelegt. Im September 2016 verkaufte der Kirchenvorstand das Instrument nach Berlin. Es wurde abgebaut und durch die Firma Sander & Mähnert aus Eberswalde in die St.-Marien-Kirche umgesetzt.
Die Disposition (19 Register, zwei Manuale und Pedal) wurde bei der Umsetzung nicht verändert.

## Glocken
Im Jahr 1991 konnte mithilfe einer Spende eine Glocke auf Basis der bei der damaligen Gießerei noch vorhandenen Unterlagen nachgegossen (Name: „Maria“, etwa 30 Zentner schwer), im Kirchturm aufgehängt und am 1. September des Jahres geweiht werden. Gemeinsam mit der noch vorhandenen alten Glocke ist das Geläut mit der nahegelegenen evangelischen Kirche Zur frohen Botschaft melodisch abgestimmt. 
Im Kirchturm hängen folgende zwei Glocken (Stand: 2023):
| Name der Glocke     | Schlagton | Gewicht | Gussjahr | Gießerei                         | Inschriften, Bemerkungen |
| ------------------- | --------- | ------- | -------- | -------------------------------- | ------------------------ |
| Hl. Maria           | e′        | 1250 kg | 1991     | Petit & Gebr. Edelbrock          |                          |
| Johannes Evangelist | g′        | 0700 kg | 1936     | Petit & Gebr. Edelbrock, Gescher |                          |

Zwei zu Kriegszwecken beschlagnahmte Bronzeglocken aus der Bauzeit sollen langfristig wieder nachgerüstet werden.

### Sonstiges
Bestuhlung, Beleuchtung und Hauptfenster sind Neuausstattungen, da sie nach der Entwidmung nach 1945 zerstört oder nicht mehr vorhanden waren. Die Holzbänke in dunkelbraunem Farbton sind symmetrisch im Kirchenraum aufgestellt, ein mit Steinplatten ausgelegter Mittelgang führt vom Eingang unter der Empore zum Altarbereich.

## Gemeindeleben

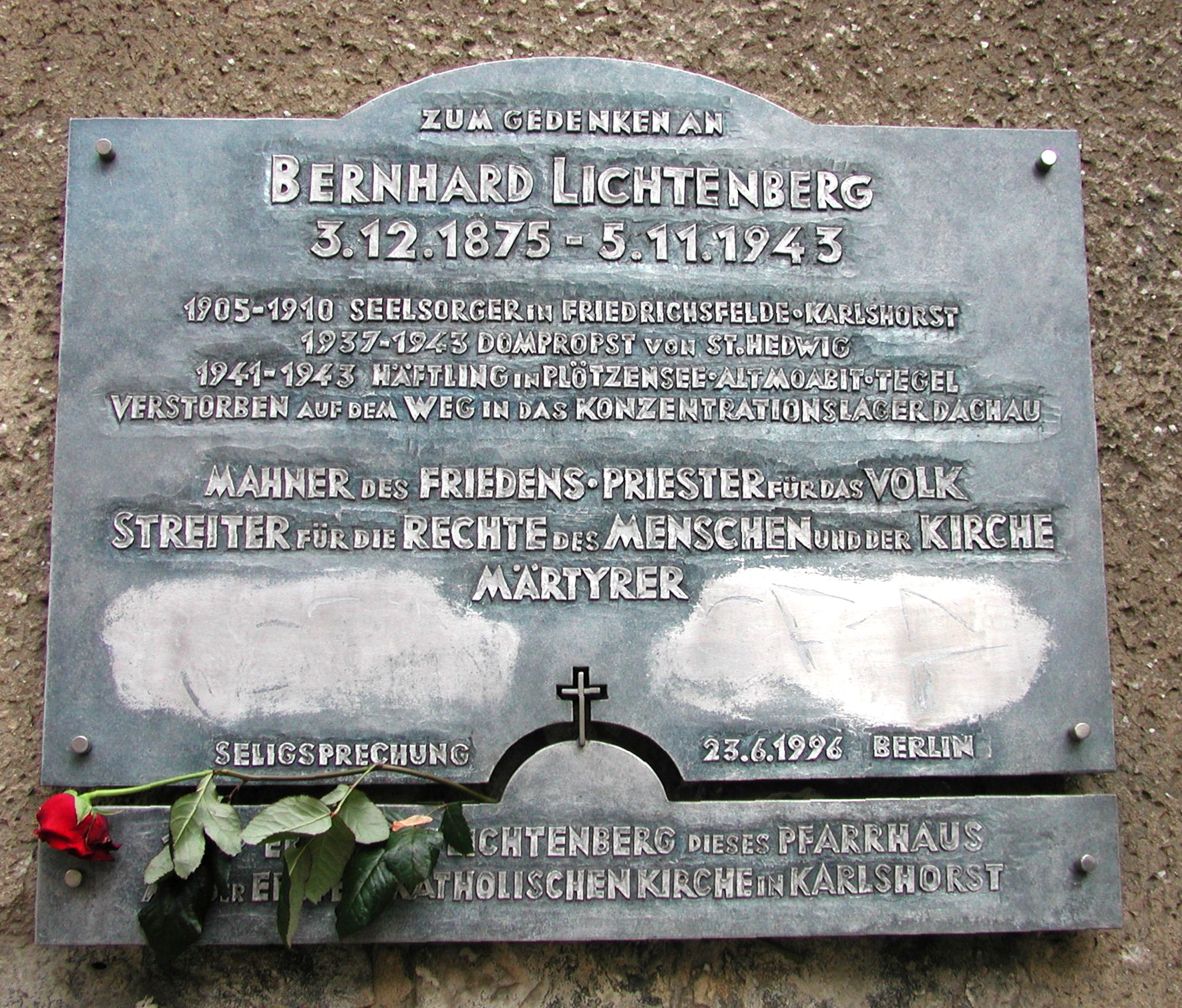
Gedenktafel für Bernhard Lichtenberg am Pfarrhaus

Im Leben der katholischen Gemeinde Karlshorst spielte der Kurator Bernhard Lichtenberg eine bedeutende Rolle. Kurzzeitig wohnte er im Pfarrhaus, bevor er in andere Kirchenämter berufen wurde. An sein Wirken erinnert eine in der Kunstschmiedewerkstatt Achim Kühn hergestellte Gedenktafel, die am 2. November 1996 feierlich enthüllt und gesegnet wurde.
Die Pfarreien aus Karlshorst und Friedrichsfelde wurden 2003 auf Anordnung des Erzbistums Berlin „zur Vereinfachung der Verwaltung und zur Minderung finanzieller Probleme“ wieder wie bis 1922 zu einer Kirchengemeinde unter dem Namen Zum Guten Hirten zusammengeführt, die beiden Gotteshäuser werden weiterhin betrieben und getrennte Gemeinderäume unterhalten.
Seit 2017 bildete die Gemeinde Zum Guten Hirten einen pastoralen Raum mit den Gemeinden Maria, Königin des Friedens (Biesdorf), St. Martin (Kaulsdorf) und Kirche von der Verklärung des Herrn (Marzahn). Die Fusion dieser Gemeinden zu einer einzigen Pfarrei wurde am 1. Januar 2022 vollzogen. Die neue Pfarrei trägt den Titel St. Hildegard von Bingen Marzahn-Hellersdorf, benannt nach der Heiligen Hildegard von Bingen. Pfarrkirche ist die Kirche Zum Guten Hirten in Friedrichsfelde, wo sich auch der Sitz des Pfarrers und des Zentralbüros befindet.